# Si major
Si major (també SiM en la notació europea, B en la notació anglesa i H-Dur en l'alemanya) és la tonalitat que té l'escala major a partir de la nota si. Així, la seva escala està constituïda per les notes si, do#, re#, mi, fa#, sol# i la#. La seva armadura té cinc sostinguts (fa, do, sol, re, la). El seu relatiu menor és la tonalitat de sol sostingut menor, i la tonalitat homònima és si menor. El seu equivalent enharmònic és do bemoll major.
L'armadura de si major és la que té menys sostinguts amb tres línies d'aquests. A la clau de sol, es posa el sostingut a la nota la no en la seva esperada posició al costat del sol agut, ja que surt del pentagrama, i es posa llavors sota. A la clau de fa si seria possible fer-ho, però a causa del fet que en la música per a piano resultaria en una disuniformitat que destorbaria la lectura a primera vista, l'armadura de si major és pràcticament la mateixa que la de la clau de sol i la clau de do en tercera, com passa en el quartet de corda i música orquestral, l'armadura de si major és usualment escrita just entre dues línies de sostinguts. Generalment es fa servir l'escala de do en el pentagrama.
Tot i que és fàcil pensar que si major és una escala estranya o incòmoda a causa de la seva distància amb do major (com pot apreciar-se en el cercle de quintes) o l'elevat nombre de sostinguts que conté, Frederic Chopin la considerava com una de les més fàcils de tocar, argumentant que era més fàcil per als dits accedir a les tecles negres, per això sovint solia recomanar el seu aprenentatge als estudiants de piano primerencs, i deixar per al final l'escala de do major per aquesta raó (la seva absència de tecles negres la fa la més difícil de totes de tocar amb facilitat). És utilitzada en sinestèsia per representar el color blau.

## Obres clàssiques famoses
- Dansa eslava núm. 9 -Antonín Dvořák
- "Finale", L'ocell de foc -Ígor Stravinski
- "Finale", El llac dels cignes -Piotr Ilich Txaikovski
- "La Donna è Mobile", Rigoletto -Giuseppe Verdi.

## Cançons pop conegudes
- Penny Lane - The Beatles
- We Used To Be Friends - The Dandy Warhols (tema de Veronica Mars)
- Always With Me, Always With You - Joe Satriani
- True Blue - Madonna
- Solsbury Hill - Peter Gabriel
- The Boxer - Simon & Garfunkel
- Take A Chance On Me - ABBA
- Dancing In The Dark - Bruce Springsteen
- Yellow - Coldplay